# Ferroy (Guntín)
Ferroy (llamada oficialmente Santiago de Ferroi) es una parroquia y una aldea española del municipio de Guntín, en la provincia de Lugo, Galicia.

## Organización territorial
La parroquia está formada por nueve entidades de población:
- Barranca (A Barranca)
- Casmiñavida
- Ferroi
- Lázare
- Longalai
- Outeiro
- Terlama
- Tosende
- Vilaboa

## Demografía

### Parroquia
| Gráfica de evolución demográfica de Ferroy (parroquia) entre 2000 y 2020 |
|                                                                          |
| Datos según el nomenclátor publicado por el INE.                         |

### Aldea
| Gráfica de evolución demográfica de Ferroi (aldea) entre 2000 y 2020 |
|                                                                      |
| Datos según el nomenclátor publicado por el INE.                     |